# Venevere
Venevere är en ort i Estland. Den ligger i Laekvere kommun och landskapet Lääne-Virumaa, i den centrala delen av landet, 120 km öster om huvudstaden Tallinn. Venevere ligger 78 meter över havet och antalet invånare är 169.
Terrängen runt Venevere är platt. Runt Venevere är det mycket glesbefolkat, med 7 invånare per kvadratkilometer. Närmaste större samhälle är Avinurme, 9,6 km öster om Venevere. I omgivningarna runt Venevere växer i huvudsak blandskog.